# Holmen, Jönköping

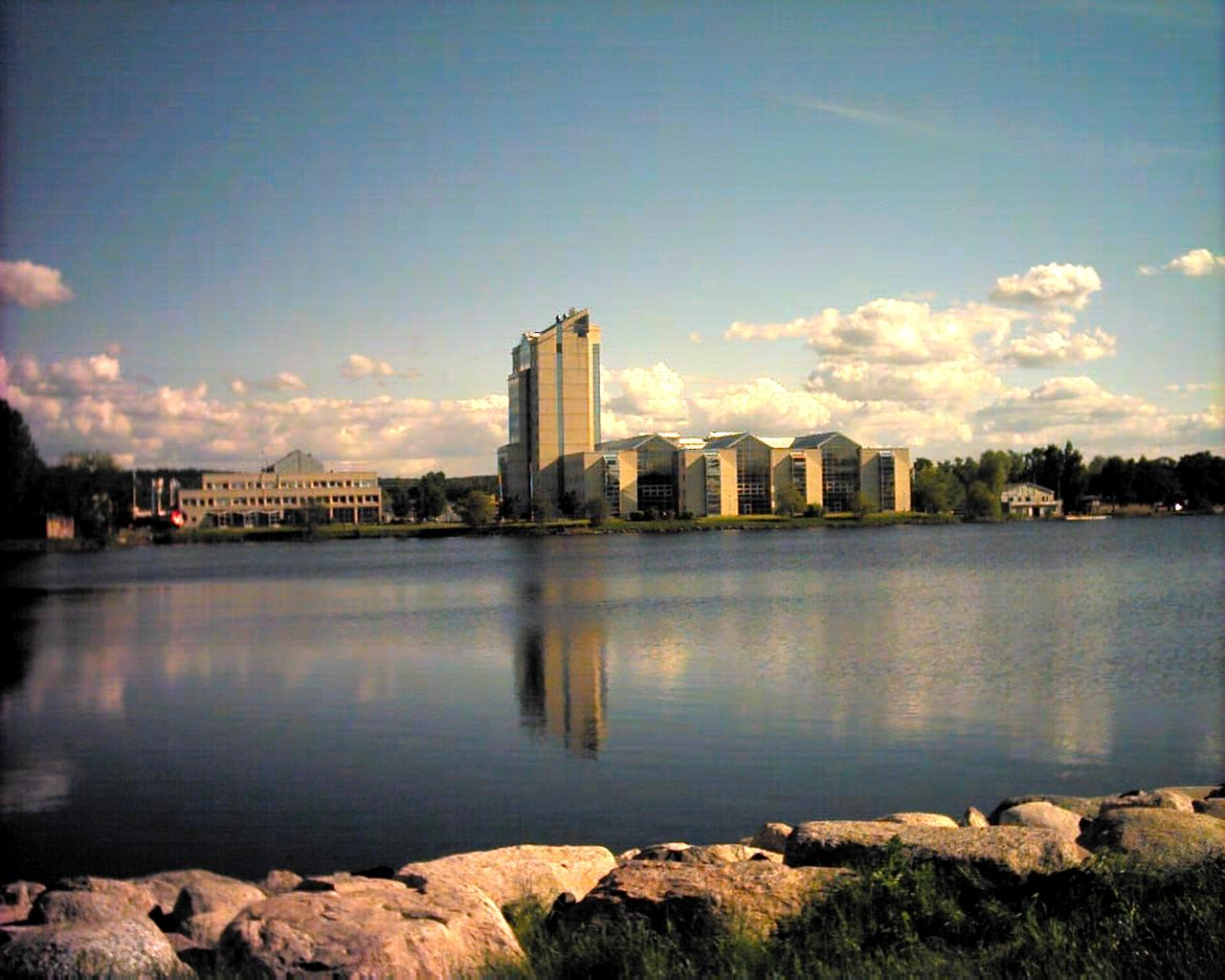
Holmen, med Jönköpings Roddsällskaps klubbhus till höger i bilden.

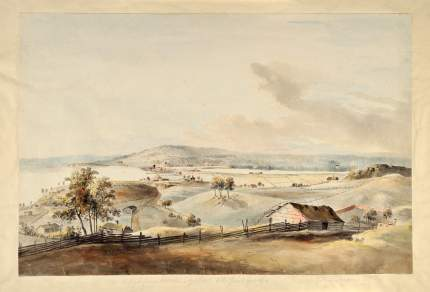
Utsikt från Dunkehalla av Jonas Carl Linnerhielm, omkring 1790. Holmen är den vänstra av de två skogsdungar som syns vid Munksjöns strand.

Holmen var ett torp vid östra sidan av Munksjön på Ryhovs kungsladugårds mark i Ljungarums församling utanför Jönköping. Det anlades sannolikt under första hälften av 1600-talet.
Namnet sammanhänger med att det låg söder om Rocksjöån på den största av ett fåtal landholmar i det sanka träskområdet söder om den i början av 1600-talet nyanlagda staden Jönköping. Genom utlagda spänger fanns gångförbindelse med torpen och vidare söderut mot Ljungarum. Inte förrän i slutet av 1910-talet anlades en farbart väg mellan staden och Holmen.
Holmen var skogbeväxt och bebodd på 1660-talet, och här fanns också en väderkvarn vid 1600-talets mitt.
Torpet är markerat på en karta över Ryhovs ägor från 1688 och på en karta från 1714. Det hade en liten kålgård och omgavs av några åkrar med sandjord samt betesmark och kärrängar. Torpet brukades in på 1930-talet, och några byggnader låg kvar ännu på 1950-talet. 
Holmen blev ett utflyktsmål på den spångade gångväg som gick söderut mot Ljungarum och till hälsobrunnen Vesterbrunn. Torpet nåddes också med roddbåt och senare även med ångslup. Från 1800-talets mitt och in på 1900-talet fanns där en enkel servering. 
Jönköpings Roddsällskap har sitt klubbhus på Holmen.

## Bilder

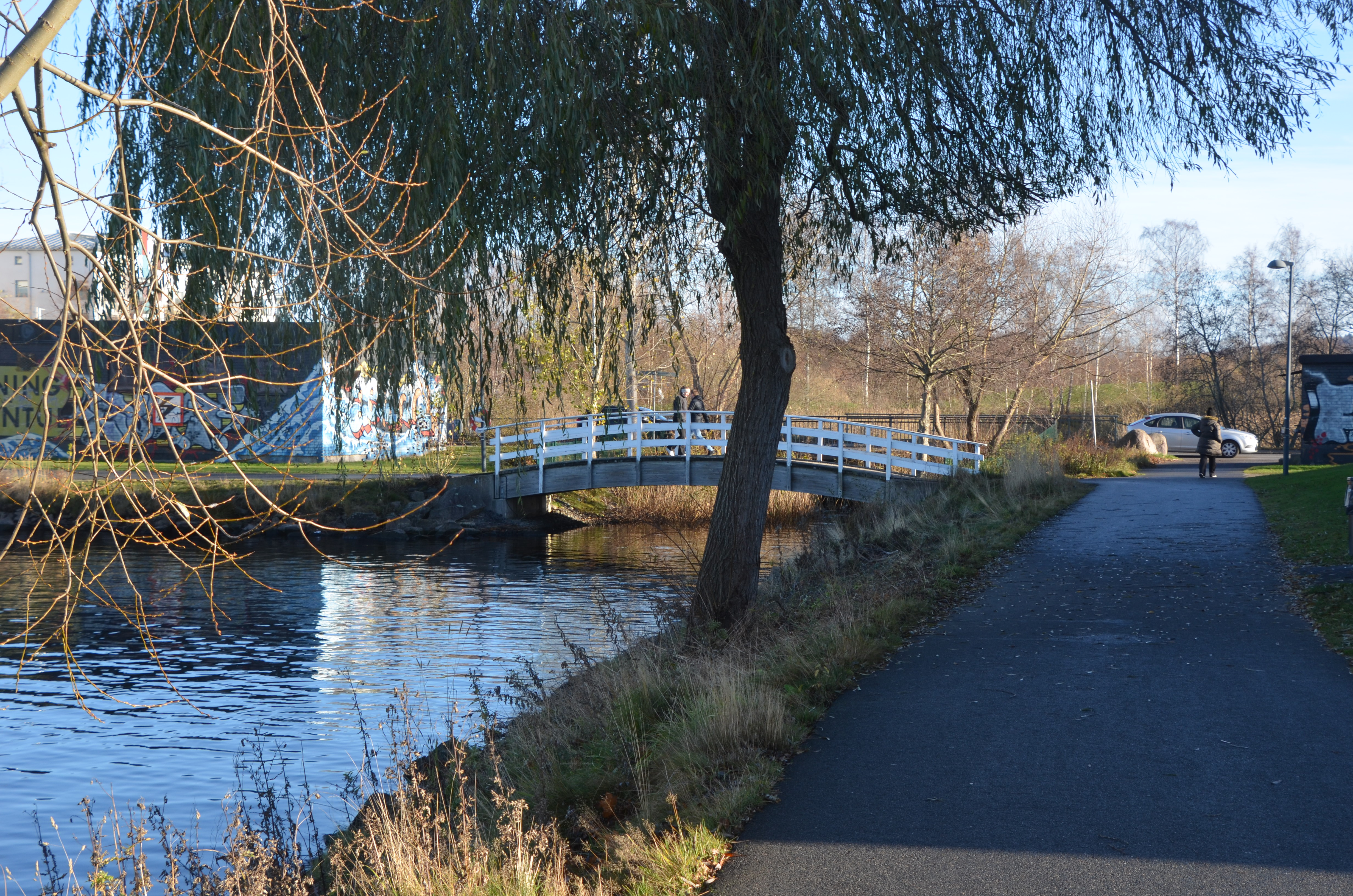
Mynningen av Rocksjöån vid Kämpevägen omedelbart norr om Holmen.
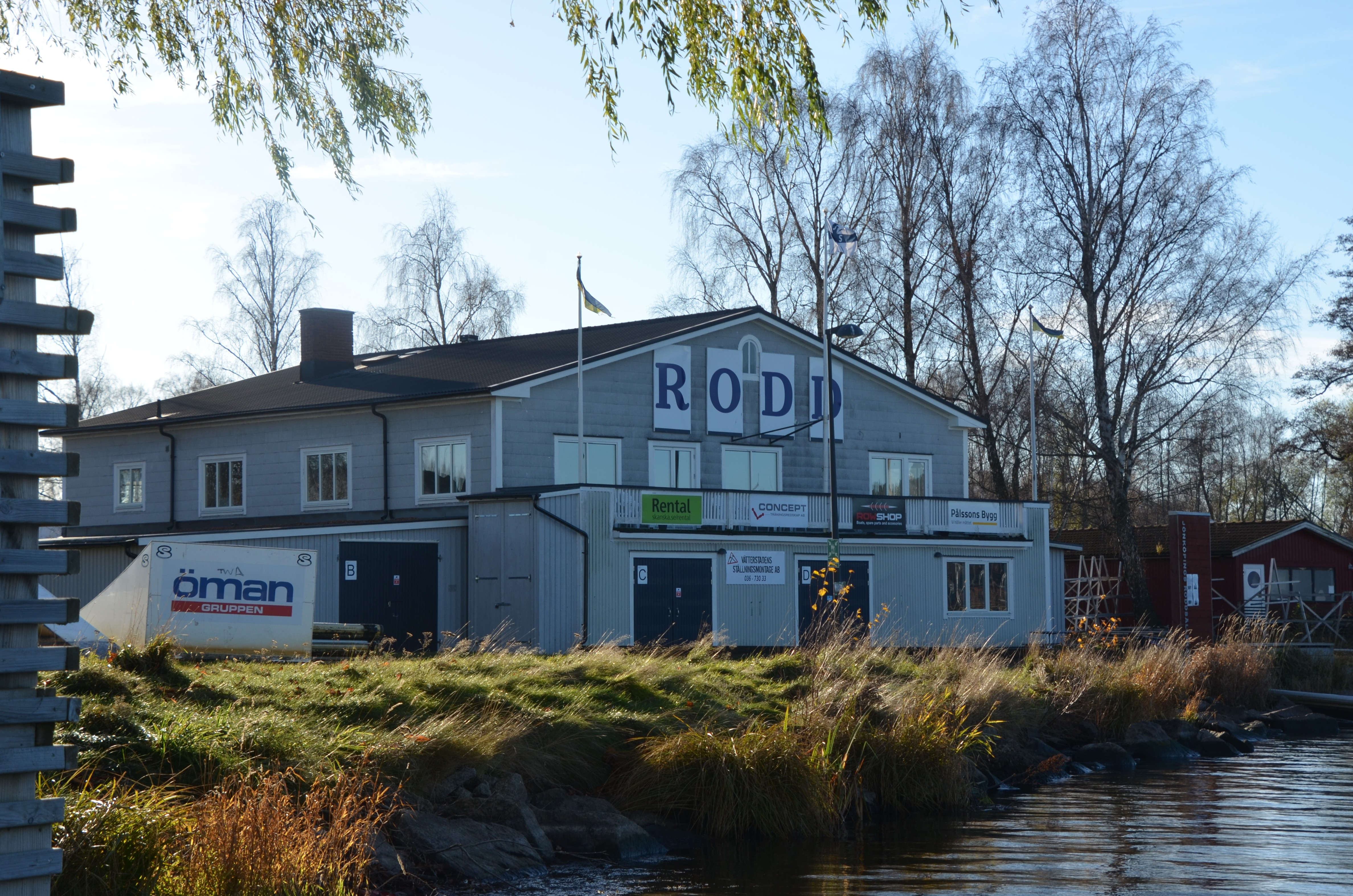
Jönköpings Roddsällskap.